# Красный мангровый краб
Красный мангровый краб (лат. Pseudosesarma moeshi) — вид крабов из семейства Sesarmidae, обитающих в прибрежной зоне Юго-Восточной Азии.

## Описание
Самцы ярче самок и могут вырастать до 5—6 см, тогда как максимальный размер самок — 3—4 см. Отличить самку от самца можно по ширине брюшка (абдомена), который у самки шире. Цвет панциря в основном красно-коричневый, но изредка можно встретить особей с сине-фиолетовым окраской.
Основным местом обитания для крабов служат мангровые болота. Значительное время красный мангровый краб проводит на суше, поэтому иногда его относят к сухопутным крабам. Прячется в небольших норах или других небольших укрытиях. В среднем эти крабы живут не более четырёх лет.
В период нереста самка откладывает 3—4 тысячи икринок. Её потомство проходит планктонную стадию развития, для которой важен уровень солёности воды.

## Взаимодействие с человеком
Красного мангрового краба содержат в акватеррариумах. Для этого надо соблюсти несколько правил: наличие суши, нужного уровня солёности воды и правильного кормления — лучше кормить кусочками фруктов, но вообще он всеяден.